# Boulleret
Boulleret – miejscowość i gmina we Francji, w Regionie Centralnym, w departamencie Cher.
Według danych na rok 1990 gminę zamieszkiwały 1433 osoby, a gęstość zaludnienia wynosiła 44 osoby/km² (wśród 1842 gmin Regionu Centralnego Boulleret plasuje się na 278. miejscu pod względem liczby ludności, natomiast pod względem powierzchni na miejscu 292.).